# Isabel Dada
Isabel Dada Rinker (San Salvador, 11 de septiembre de 1941 – Ibíd., 14 de junio de 2017), más conocida como Isabel Dada, fue una actriz y poeta salvadoreña de origen palestino, considerada como la pionera del teatro en El Salvador.

## Preparación y carrera artística
Isabel Dada Rinker nació en San Salvador el 11 de septiembre de 1941. Hija de Teresa Rinker de Dada, nacida en Nicaragua y nacionalizada hondureña, y de Ventura M. Dada, nacido en Jerusalén y nacionalizado alemán, cuyos antepasados eran provenientes de Grecia. Dada actuó por primera vez a los tres años en el Teatro Nacional de El Salvador en la obra teatral  Soy una linda muñeca. Viajó a Estados Unidos para estudiar Bachillerato en Comercio y Secretaría Bilingüe y a sus dieciocho años fue a México para asistir a un curso de teatro.
Su incursión como actriz profesional se daría en el año 1967, cuando entró para formar parte del Teatro Universitario de la Universidad de El Salvador, bajo la dirección del español Edmundo Barbero.
En 1969, se unió al reparto de Los peces bajo el agua, que bajo la dirección de José David Calderón se convirtió en la primera película realizada por cineastas salvadoreños. Dada interpretó el papel de Olivia, la protagonista.
En 1993, Isabel Dada fundó la Academia de Teatro William Shakespeare. En 1996, Dada fue nominada al Premio de Teatro Helen Hayes, en Washington D. C., por su papel como El Ama en el montaje de Doña Rosita la soltera. A partir del mismo año, Dada abrió un espacio de declamación radial llamado "Homenaje a la Vida", dedicado a la poesía universal.
El 16 de octubre de 2003 fue reconocida por la Asamblea Legislativa como "Actriz Meritísima de El Salvador", en virtud "de los sobresalientes aportes brindados al arte escénico de nuestro país ". Posteriormente, en 2008 recibió el Premio Nacional de Cultural otorgado por la el Consejo Nacional para la Cultura y el Arte de El Salvador, CONCULTURA.
En 2016 volvió a la gran pantalla y formó parte del elenco de la película Volar: una historia sobre el olvido, bajo la dirección de Brenda Vanegas. Allí interpretó el papel de Esther, una mujer quien sufre de alzhéimer.
Isabel Dada murió el 14 de junio de 2017 en San Salvador por problemas de salud.

## Obra de teatro escrita
- 1994-1996: La Madona de las cuatro lunas[4]

## Filmografía
- 1969: Los peces fuera del agua
- 2022: Antes la Lluvia

## Premios, nominaciones y reconocimientos
- 1996: Nominación a Premio de Teatro Helen Hayes por su papel de El Ama en Doña Rosita la soltera.
- 1999: Nominación a Miembro Honorario del Ateneo de El Salvador.[2]
- 2000: Nominación a "Figura Notable del Siglo XX" por la Alcaldía de San Salvador.[2]
- 2003: Distinción "Actriz Meritísima de El Salvador" otorgado por Asamblea Legislativa de El Salvador.
- 2008: Premio Nacional de Cultura otorgado por Consejo Nacional para la Cultura y el Arte, CONCULTURA, que luego se convirtió en Ministerio de Cultura (El Salvador).